# كيم زيمر
كيم زيمر (بالإنجليزية: Kim Zimmer)‏ (و. 1955 – م) هي ممثلة، وممثلة تلفزيونية، وممثلة مسرحية، من الولايات المتحدة الأمريكية، ولدت في غراند رابيدز.

## وصلات خارجية
- كيم زيمر على موقع IMDb (الإنجليزية)
- كيم زيمر على موقع ألو سيني (الفرنسية)
- كيم زيمر على موقع أول موفي (الإنجليزية)
- كيم زيمر على موقع قاعدة بيانات الأفلام السويدية (السويدية)
- كيم زيمر على موقع إن إن دي بي (الإنجليزية)
- كيم زيمر على موقع قاعدة بيانات الفيلم (الإنجليزية)
- كيم زيمر على موقع كينوبويسك (الروسية)